# ENBau

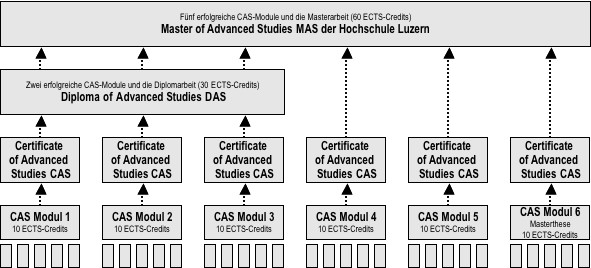
Komplexübersicht Master of Advanced Studies MAS ENBau

EN Bau ist eine Kooperation von Schweizer Hochschulen für die Weiterbildung in nachhaltigem Bauen mit dem Ziel die Ressourceneffizienz von Gebäuden in den Bereichen Energie, Wasser und Material sowie Prozess zu erhöhen. Gleichzeitig ist es Ziel dieser auf Nachhaltigkeit ausgelegten Initiative die Kompetenzen beim Planen, Bauen und Betreiben von Immobilien zu fördern und zu verstärken und das «Gebäude als System» wahrzunehmen. «EN Bau» ist die Abkürzung für Energie und Nachhaltigkeit im Bauwesen und wird von der Schweizerischen Eidgenossenschaft und den Kantonen unterstützt.

## Organisation
Die Initiative wurde 2007 von der Hochschule Luzern, der Berner Fachhochschule, der Fachhochschule Nordwestschweiz, der Zürcher Hochschule für Angewandte Wissenschaften und der Hochschule für Technik und Wirtschaft Chur ins Leben gerufen. Beteiligt ist zudem die Konferenz Kantonaler Energiedirektoren der Schweiz sowie das Bundesamt für Energie in Bern. Die Initiative wird gesteuert über einen Kooperationsrat. Die Geschäftsstelle ist an der Fachhochschule Nordwestschweiz am Institut für Nachhaltigkeit und Energie am Bau (INEB) angesiedelt; Leiter ist Korbinian J. Schneider.

## Programm
Ziel der Kooperation ist eine breit angelegte Ausbildungskampagne auf Hochschulniveau in nachhaltigem Bauen, effizienter Energienutzung, erneuerbarer Energien sowie der Senkung der CO2-Emissionen auf Basis der Strategie der 2000-Watt-Gesellschaft, der Schweizer Verpflichtung des Kyoto-Protokolls sowie der Vision des Green Building.
Das Ausbildungsangebot besteht aus verschiedenen Modulen; die akademischen Abschlüsse sind für die einzelnen Module ein CAS-Abschluss (Certificate of advanced studies) und über alles ein «Master of Advanced Studies (MAS) in nachhaltigem Bauen». Die einzelnen Module sind:
- Grundlagen für nachhaltiges Bauen
- Erneuerbare Energie
- Solararchitektur
- Energieoptimiertes Entwerfen und Konstruieren
- Bauphysik, Baukonstruktion für nachhaltiges Bauen
- Nachhaltiges Gebäudemanagement (Gebäudebewirtschaftung)
- Integrale Gebäudetechnik
- Ökonomie und Prozesse (Bau) / (FM)
- Weiterbauen am Bestand
- Minergie/Minergie-P-Gebäudekonzepte
- Energieberatung
- Gebäudeenergieausweis der Kantone (GEAK)
- Energieeffizienz am Bau
- Nachhaltige Quartier- und Siedlungsentwicklung
- Multidisziplinäre Planung (Projektstudie)
- Masterthese (zum MAS)